# Sonic the Hedgehog 3
Sonic the Hedgehog 3 (яп. ソニック・ザ・ヘッジホッグ３ Соникку дза Хэдзихоггу Сури:, рус. Ёж Соник 3) — четвёртая видеоигра в жанре платформер из серии Sonic the Hedgehog на игровую приставку Sega Mega Drive, разработанная и выпущенная 2 февраля 1994 года компанией Sega Technical Institute. По сюжету игры главный герой ёж Соник, вместе со своим другом лисёнком Тейлзом, продолжают борьбу против злодея доктора Роботника сразу после концовки Sonic 2 на мистическом, парящем в небесах Острове Ангела, на котором находится огромный источник силы — Мастер Изумруд. В Sonic the Hedgehog 3 впервые появляется персонаж ехидна Наклз, хранитель острова и Мастер Изумруда, настроенный доктором Роботником противостоять главным героям.
Разработка Sonic the Hedgehog 3 началась после выхода второй части серии, в 1992 году. Изначально команда разработчиков планировала создать игру с изометрической графикой, но отказалась от этой затеи, боясь радикального изменения концепции серии. Третья часть тесно связана со своим прямым продолжением Sonic & Knuckles, так как их планировали выпустить как один большой проект, но из-за ограниченного срока разработки и высоких производственных затрат студии пришлось разделить его на две игры. Тем не менее полная версия этого проекта под названием Sonic 3 & Knuckles оказалась доступной благодаря технологии «Lock-On» и последующим переизданиям Sonic the Hedgehog 3.
После выхода игра получила высокие оценки от критиков и была коммерчески успешной. В Северной Америке было продано свыше одного миллиона экземпляров Sonic the Hedgehog 3, что сделало игру одним из бестселлеров на консоли Mega Drive/Genesis. Игра переиздавалась в десятках сборников и компиляций, а также продавалась в сервисах цифровой дистрибуции.

## Игровой процесс

Тейлз удерживает в полёте главного героя Соника на уровне «Angel Island». С помощью своих хвостов лисёнок может взять Соника и доставить его в те места, которых тот не сможет достичь сам

Sonic the Hedgehog 3 является жанровым платформером, выполненным в двухмерной графике.
Игроку предстоит пройти шесть игровых уровней, называемых зонами («Angel Island», «Hydrocity», «Marble Garden», «Carnival Night», «Ice Cap», «Launch Base»), каждая из которых разделена на два акта и заполнена различными врагами-роботами, называемыми бадниками (англ. Badnik). Персонаж игрока атакует врагов, сворачиваясь в колючий клубок в прыжке, либо с помощью приёма spin dash, разгоняясь на месте и атакуя скоростным ударом в перекате. Во время прохождения персонаж собирает золотые кольца, служащие защитой от врагов, а при сборе 100 штук дающие дополнительную жизнь. Если игроку будет нанесён урон, то он потеряет все кольца, без которых персонаж гибнет при повторном попадании со стороны врага. Выпавшие после получения урона кольца можно собрать, но только в течение ограниченного времени и не более 20 штук. На уровнях также разбросаны игровые бонусы, хранящиеся в специальных мониторах — например, временная неуязвимость, дополнительная жизнь и три вида щитов, притягивающих кольца или защищающих от огня и воды. После каждого первого акта происходит сражение с мини-боссом, а в конце второго акта происходит битва с основным, более сильным боссом — Роботником.
Sonic the Hedgehog 3 можно пройти двумя разными персонажами — либо за Соника, либо за Тейлза, предварительно выбрав определённого персонажа в меню. В отличие от Sonic the Hedgehog 2, каждый персонаж имеет свои особенности. Соник способен совершать в прыжке резкое вращение (Insta-Shield), увеличивая радиус атаки для поражения врага и при этом не касаясь его. При наличии одного из трёх щитов (водяного, огненного или электрического) ёж обретает другие способности — например, будучи за огненными щитом он может совершить резкий рывок в сторону во время прыжка. Тейлзу такие особенности щитов недоступны, зато его основной способностью является возможность летать — благодаря тому, что имеет два хвоста и вращает ими, как пропеллером. Если действие происходит в воде, он таким же образом может плавать, однако в любом случае по прошествии десяти секунд Тейлз устаёт и будет вынужден снижаться. В режиме двух игроков лисёнок способен в полёте удерживать на себе Соника и доставлять его в те места, которых тот не сможет достичь сам. Под водой такой приём не работает, поскольку для плавания Тейлз использует все четыре лапы.

### Бонусные уровни
Special Stage
В Sonic the Hedgehog 3 существуют два особых этапа — «Bonus Stage» и «Special Stage». Чтобы попасть в «Bonus Stage», игрок должен собрать на основном уровне 50 колец, включить контрольный столб, а затем запрыгнуть в появившийся над ним круг звёздочек. «Bonus Stage», также называемый «Gumball Machine», представлен в виде шахты, по бокам и внизу которой расположены пружины, а в самом верху — устройство, напоминающее автомат с жевательными резинками. Прыгая по боковым пружинам, Соник и Тейлз открывают створку этого устройства, из которого вылетают различные бонусы в виде разноцветных шаров. Бонусами могут быть водяные, огненные или электрические щиты, кольца, шары-отбивалы, а также дополнительные жизни. Каждая пружина по бокам шахты исчезает при контакте с персонажем, постепенно опуская устройство и оттесняя игрока к нижней границе «Bonus Stage», через которую он покидает этап.
Этап «Special Stage» предназначен для сбора Изумрудов Хаоса. Попасть туда можно через большие телепортационные кольца, спрятанные в различных местах на основных уровнях игры. «Special Stage» выполнен в трёхмерной графике и представляет собой замкнутую шарообразную поверхность с синими и красными сферами. Игрок должен собрать все синие сферы, не наступив ни на одну красную — в противном случае этап заканчивается поражением. При этом на месте каждой собранной синей сферы возникает красная. Игрок должен стараться собирать сферы как можно быстрее, потому что игровой персонаж движется по уровню непрерывно и его скорость постепенно становится всё выше и выше. Если игрок собрал все синие сферы, ему достаётся приз — один Изумруд Хаоса определённого цвета. Кроме синих и красных сфер, в «Special Stage» присутствуют прозрачные сферы с красной звездой, отталкивающие игрока.
В «Special Stage» также есть золотые кольца, причисляющие игроку дополнительные очки; за 50 собранных колец даётся дополнительное продолжение, а если на одном этапе «Special Stage» собраны все доступные кольца, игрок получает вдобавок очков. Не все кольца можно получить, просто собирая те из них, что разбросаны на уровне. Если игрок соберёт все крайние синие сферы у поля со сторонами длиной не менее трёх сфер, то это поле превратится в поле колец (все исчезнувшие синие сферы при этом всё равно засчитываются как собранные).
Собрав все семь Изумрудов Хаоса в семи этапах «Special Stage», Соник получает возможность превратиться в Супер Соника: персонаж окрашивается в золотой цвет, становится неуязвимым к любым повреждениям, атакует врагов простым касанием, а также гораздо быстрее бегает и прыгает. Супер Соник может погибнуть только от падения в пропасть или утонув, а пребывание персонажа в этой форме ограничено числом имеющихся у него колец, которое ежесекундно уменьшается. При игре за лисёнка Тейлза наличие собранных камней ни к чему не ведёт.

### Состязание
В Sonic the Hedgehog 3 присутствует режим состязаний (англ. Competition), рассчитанный на двух игроков. Для состязаний выделено пять специальных коротких уровней, которых нет в основной игре («Azure Lake», «Balloon Park», «Chrome Gadget», «Desert Palace», «Endless Mine»). Оба игрока преодолевают их наперегонки в режиме разделённого экрана; выигрывает игрок, который первым придёт к финишу, пробежав уровень в пять кругов. Каждому игроку доступен один из трёх персонажей — Соник, Тейлз и Наклз. У Наклза в этой игре нет способности из вышедшей позже Sonic & Knuckles, и персонаж использует такую же как у ёжика усиленную атаку. Однако, в отличие от способности летать у Тейлза, специальным атакам Соника и Наклза нет применения в состязаниях, поскольку враги в них отсутствуют. Перед началом состязания игрок может активировать появление на уровнях некоторых бонусов, сбор которых по-разному влияет на игровой процесс: увеличивает скорость персонажа, замедляет его, активирует ловушку для соперника и так далее.
Состязания разделены на три типа. В «Grand Prix» оба игрока проходят все уровни подряд в виде чемпионата. По завершении чемпионата суммируется время, которое первый и второй игроки затратили на прохождение каждого уровня, и самый быстрый игрок побеждает. При игре «Match Race» игроки соревнуются на одном выбранном уровне, где победителем становится тот, кто быстрее закончит все пять кругов. «Time Attack» рассчитан на то, чтобы трое игроков поодиночке прошли пять кругов выбранного уровня, после чего сравнивается время, затраченное ими на прохождение.

## Сюжет
Sonic the Hedgehog 3 является сюжетным продолжением второй части, в конце которой главный герой ёж Соник вновь одержал победу над злодеем доктором Роботником, разрушив его боевую космическую станцию «Яйцо Смерти». По сюжету игры, Роботник и его станция терпят крушение на таинственном Острове Ангела (англ. Angel Island). Роботник узнаёт что остров парит в небе за счёт силы могущественного камня Мастер Изумруда. Учёный замышляет использовать этот камень, чтобы восстановить базу «Яйцо Смерти» и с помощью силы Мастер Изумруда захватить мир.
Ёж Соник, уже завладевший Изумрудами Хаоса в предыдущей игре, вместе со своим другом лисёнком Тейлзом также прибывают на остров Ангела. Там они сталкиваются с новым персонажем — ехидной Наклзом, который является хранителем острова и Мастер Изумруда. Наклз был обманут доктором Роботником, который внушил ему, что главные герои хотят похитить Мастер Изумруд и использовать его силу в своих коварных замыслах, поэтому он становится их противником и первым же делом отнимает имеющиеся у Соника Изумруды. Так ёжик и лисёнок пускаются в путешествие по различным местам Острова Ангела, сражаясь с заполонившими его боевыми машинами доктора Роботника. Периодически они встречают ехидну Наклза, который создаёт всяческие препятствия на их пути. В конце игры главные герои добираются до базы Роботника, где тот готовит к запуску заново отстроенное «Яйцо Смерти». После неудачной попытки ехидны вновь преградить ему путь, персонаж игрока вступает в финальную битву с Роботником и срывает уже начавшийся запуск его боевой станции. Повреждённое «Яйцо Смерти» падает обратно на Остров Ангела.
Дальнейшие события сюжета развиваются в следующей игре — Sonic & Knuckles.

## Разработка игры
Разработка Sonic the Hedgehog 3 началась в 1992 году в Sega Technical Institute (STI) — подразделении компании Sega в США. Разработчики хотели, чтобы продолжение обязательно оказалось лучше и без того успешной Sonic the Hedgehog 2, поэтому возглавить его создание пригласили программиста и продюсера оригинальной игры Юдзи Наку и её ведущего дизайнера Хирокадзу Ясухару. Оба ведущих сотрудника намеревались работать исключительно вместе со своей командой из японского состава STI. Когда совместная работа двух групп — американской и японской — вызвала для обеих сильные неудобства, связанные с культурной и языковой принадлежностью, все сотрудники одобрили решение, при котором основная разработка Sonic the Hedgehog 3 была отдана команде Юдзи Наки, а американской команде из STI в это время поручили создать спин-офф Sonic Spinball. Хотя директор Sega Technical Institute Роджер Гектор принимал участие в работе над Sonic the Hedgehog 3, предлагая концепции будущей игры и оказывая всяческую поддержку команде, Юдзи Нака являлся главным программистом и лидером проекта.
Как уже говорилось ранее, разработчики рассчитывали на огромный успех Sonic the Hedgehog 3. По ранним задумкам её хотели даже перевести на абсолютно новый движок c изометрической графикой (позже это воплотилось в игре Sonic 3D), но опасаясь, что это изменит игру чересчур кардинально, проекту вернули традиционный вид сбоку. Также разработчики хотели получить доступ к новой разработке от Sega — чипу Sega Virtual Processor (SVP), и применить его в Sonic the Hedgehog 3. Издательство отклонило предложение Sonic Team на предоставление чипа, объясняя это неготовностью его для работы; в будущем, сам SVP был использован только в порте игры Virtua Racing на Mega Drive/Genesis. Зато важным нововведением Sonic the Hedgehog 3 в техническом плане стало использование системы сохранения. Все картриджи с игрой были выпущены со встроенной энергонезависимой памятью небольшого объёма. Благодаря этому в игре действует особая система, позволяющая сохранять пройденный результат — последний уровень, количество очков, жизней, собранных Изумрудов Хаоса. При вхождении в меню «Data Select», где можно выбрать персонажа, присутствует несколько слотов для сохранения. Игрок может выбрать любой из них и начать игру. Каждый пройденный уровень вместе с набранными там очками будет сохраняться в слот. Если игрок вышел из игры, то в следующий раз, войдя в меню, он может выбрать тот же слот, на котором сохранилась его пройденная игра и начать играть с того уровня, на котором остановился.
Чтобы разнообразить игровой процесс, геймдизайнеры создали новые приёмы для персонажей (например, совершать в прыжке резкое вращение), мини-боссов, значительно расширили число бонусов. Как и в Sonic the Hedgehog 2, где состоялся дебют Тейлза, в сиквеле появился новый персонаж — ехидна Наклз. Художниками было создано с десяток возможных образов Наклза, и в итоге был использован вариант художника Такаси Юда. Первоначально персонаж, так же как и Тейлз, задумывался как напарник Соника, однако позже его сделали соперником. Когда концепция персонажа была представлена фокус-группе, состоящей в основном из детей, дизайн Наклза был принят весьма тепло, за исключением цвета персонажа: сначала он был зелёным. Приняв это к сведению, разработчики решили поменять цвет ехидны на красный.

Картридж с игрой Sonic the Hedgehog 3, подсоединённый к Sonic & Knuckles с помощью технологии «Lock-On»

В процессе разработки Sonic the Hedgehog 3 получалась очень большой для приставки Sega Mega Drive. Дизайнеры и программисты создали порядка 14 уровней. Для такой игры места на стандартном картридже не хватило, и в студии приняли решение разделить Sonic the Hedgehog 3 на две части. В итоге все вырезанные из проекта уровни, а также возможность играть за нового персонажа ехидну Наклза были воплощены в Sonic & Knuckles как прямом сиквеле Sonic the Hedgehog 3, выпущенном в том же 1994 году.

## Версии и выпуски
Однако Sonic the Hedgehog 3 была выпущена на консоли Mega Drive/Genesis 2 февраля 1994 года. Игроки, впоследствии имевшие в наличии лицензионный картридж Sonic & Knuckles, могли соединить его с Sonic the Hedgehog 3 при помощи технологии «Lock-On» и проходить объединённую большую игру. Кроме того, в журналах Sega Magazine, Famitsu и Mean Machines упоминалась разработка полноценной версии игры под названием Sonic the Hedgehog 3 Limited Edition (или Sonic 3+), куда по первоначальной задумке сотрудников Sonic Team также должна была войти Sonic & Knuckles. По причинам ограниченного времени на разработку и больших производственных затрат, а также из-за ограниченного объёма памяти картриджа выпуск пришлось отменить.
Помимо оригинальной версии на Mega Drive/Genesis, существует много портов и версий игры для консолей различных поколений. Sonic the Hedgehog 3 была переиздана в сервисах цифровой дистрибуции Virtual Console, Xbox Live Arcade и Steam. Если для Wii игра осталась нетронутой, то на Xbox 360 была улучшена графика, добавлена таблица онлайн-лидеров, и присутствует поддержка мультиплеера через Xbox Live. Версии для Windows и сборника Sega Mega Drive and Genesis Classics продавались вместе с Sonic & Knuckles как Sonic 3 & Knuckles.
Sonic the Hedgehog 3 не раз переиздавалась в различных сборниках для игровых консолей и ПК. Она появилась в сборнике Sonic & Knuckles Collection для Windows (1997), Sonic Jam для Sega Saturn и Game.com (1997), Sonic Mega Collection (2002), Sonic Mega Collection Plus (2004), Sonic’s Ultimate Genesis Collection для Xbox 360 и PlayStation 3 (2009), и Sonic Classic Collection (2010) для Nintendo DS.
Из-за проблем с авторскими правами на саундтрек игры, она не была переиздана в составе консоли Sega Mega Drive Mini, а также был отменён ремастер игры на движке Retro Engine для iOS и Android, задуманный Кристианом Уайтхедом и Саймоном Томли в 2014 году.
Sonic 3 & Knuckles была впервые с 2011 года переиздана в составе сборника Sonic Origins в 2022 году. Сборник включал в себя новый ремастер игры на движке Retro Engine, разработанный Саймоном Томли из Headcannon, который ранее работал над игрой Sonic Mania и ремастерами других игр про Соника с Mega Drive. Из-за невозможности использовать оригинальный саундтрек игры, был привлечён Дзюн Сэноуэ для переаранжировки MIDI-музыки, представленной в Sonic & Knuckles Collection, с использованием оригинального звукового чипа Mega Drive.

## Музыка
Создание музыки к Sonic the Hedgehog 3 оказалось непростым делом в разработке игры — начиная с того, что композитор первых двух частей Масато Накамура не принял участие в создании триквела. После выхода Sonic the Hedgehog 2 музыкант Накамура и его группа Dreams Come True стали популярны в Японии, и он захотел увеличения гонорара за проделанную работу, в результате чего компания Sega отказалась от услуг японца и была вынуждена искать других композиторов.
На протяжении почти десяти лет после выхода Sonic the Hedgehog 3 существовали предположения, что в написании саундтрека принимал участие «король поп-музыки» — Майкл Джексон, вместе со своей собственной командой звукозаписи. В интервью 2005 года директор Sega Technical Institute Роджер Гектор подтвердил, что изначально вся работа над музыкой к игре действительно принадлежала Майклу Джексону, пока в 1993 году не произошёл широко известный скандал, касающийся обвинения певца в растлении несовершеннолетних. «Майкл Джексон был большим фанатом Соника и захотел записать саундтрек к игре. Он пришёл в STI и встретился с командой — обсудить дизайн, сюжет и впечатление от игры. Затем он ушёл и записал полноценный саундтрек, который затмил собой все другие. Он был потрясающим. Музыка идеально подходила к игре и имела характерное для Майкла Джексона звучание. Мы уже готовы были интегрировать её в игру, пока не появились первые новости насчёт обвинений его в растлении малолетних, и Sega пришлось отказаться от этого сотрудничества», — заявил глава компании в интервью сайту GamesTM. Разработчики решили, что участие Майкла Джексона в создании игры может принести много неприятностей; в связи с этим его имя не было включено в финальные титры игры, хотя имена всей его команды остались в титрах. Один из них, Брэд Баксер, в интервью журнала Black & White утверждал, что на самом деле Джексон был недоволен качеством звука, исходящим из консоли Sega Mega Drive — это якобы обесценивало его творчество, и «король поп-музыки» сам воспротивился упоминанию своего имени в титрах, чтобы его не ассоциировали с проектом.
После ухода певца из команды разработчиков, недостающие элементы саундтрека были написаны американским композитором Говардом Дроссином и японским композитором Дзюном Сэноуэ, однако отзвуки творчества Джексона в музыке Sonic the Hedgehog 3 всё-таки остались. Например, музыкальная тема Наклза (а также её расширенная версия для мини-боссов), помимо схожего звучания со многими песнями Джексона, имеет голосовые семплы самого Майкла, а мелодия из финальных титров с замедленным темпом впоследствии стала песней «Stranger in Moscow», вышедшей только в 1996 году. Композитор Брэд Баксер, помимо совместной работы с Джексоном, за основу некоторых мелодий брал неиспользуемые материалы группы новой волны The Jetzons, в которой он был клавишником. В частности, полная инструментальная версия песни «Hard Times», записанная в 1982 году, звучит на уровне «Ice Cap».
19 октября 1994 года лейблом GMO Records был выпущен музыкальный альбом Sonic & Knuckles • Sonic the Hedgehog 3. Хотя в заголовке альбома присутствует название игры Sonic the Hedgehog 3, он не включает в себя ни одной мелодии из третьей части. Треклист альбома целиком составляет музыка из следующей игры, Sonic & Knuckles, композиторами которой тоже являются Говард Дроссин и Дзюн Сэноуэ. Несмотря на отсутствие полноценного саундтрека, музыка из Sonic the Hedgehog 3 присутствовала в следующих альбомах: Sonic the Hedgehog 10th Anniversary (2001), True Colors: The Best of Sonic the Hedgehog Part 2 (2009), Sonic Generations: 20 Years of Sonic Music (2011), History of the 1ST Stage Original Soundtrack White Edition (2011), History of Sonic Music 20th Anniversary Edition (2011) и Sonic the Hedgehog 25th Anniversary Selection (2016).

## Оценки и мнения
| Сводный рейтинг    | Сводный рейтинг             |
| Агрегатор          | Оценка                      |
| ------------------ | --------------------------- |
| GameRankings       | 97,50 % (MD) 78,33 % (X360) |
| Metacritic         | 79/100 (X360)               |
| MobyRank           | 93/100 (MD) 80/100 (X360)   |
| Иноязычные издания |                             |
| Издание            | Оценка                      |
| AllGame            | (MD) · (Wii) · (X360)       |
| EGM                | 9,5/10 (MD)                 |
| Eurogamer          | 8/10 (X360)                 |
| GameSpot           | 8/10 (MD)                   |
| GamesRadar+        | 8/10 (MD)                   |
| IGN                | 9/10 (Wii) 8/10 (X360)      |
| ONM                | 93 % (Wii)                  |
| OXM                | 7/10 (X360)                 |
| Hyper              | 90 % (MD)                   |
| Mean Machines Sega | 94 % (MD)                   |
| Sega Magazine      | 95/100 (MD)                 |
| Sega Power         | 90 % (MD)                   |

Как и предыдущие игры серии Sonic the Hedgehog, третья часть франшизы была высоко оценена критиками. Средняя оценка Sonic the Hedgehog 3, составленная сайтом GameRankings, равна 97,50 %. На территории одних только Соединённых Штатов Америки было продано свыше одного миллиона экземпляров, что делает её одной из самых продаваемых для консоли Mega Drive/Genesis игр. В январе 2008 года сайт ScrewAttack поместил Sonic the Hedgehog 3 вместе Sonic & Knuckles на второе место среди лучших игр серии Sonic the Hedgehog, сайт GamesRadar в августе 2012 года — на третье (тоже как Sonic 3 & Knuckles), а GameZone в июле 2011 года назвал её самой лучшей в серии. В 2010 году Official Nintendo Magazine провёл опрос среди поклонников Соника на тему их любимых игр серии. По его итогам Sonic the Hedgehog 3 вместе с Sonic & Knuckles заняла третье место.
Большинство критиков назвали Sonic the Hedgehog 3 лучшей игрой с участием ёжика Соника. Представитель журнала Hyper Эндрю Хамфрис заявил, что проект, одновременно с Sonic CD, является лучшим платформером франшизы. В плане бонусных уровней критик отдал предпочтение специальному этапу из Sonic the Hedgehog 2, однако бонусный уровень «Special Stage» в третьей части, по его мнению, всё равно выполнен здо́рово. Рецензент из Sega Magazine не только считает, что упомянутый специальный этап в Sonic the Hedgehog 3 превосходит своего предшественника, но что и сама игра сможет достойно конкурировать для получения награды в номинации «Лучшая игра-платформер». В Sega Power проект похвалили за лёгкое прохождение и управление. Sonic the Hedgehog 3 было присвоено звание «Игра месяца» в мартовском номере журнала Electronic Gaming Monthly за 1994 год. Позже этот же журнал поставил Sonic 3 на первое место в списке «Горячая пятидесятка от EGM», мотивируя своё решение высокой оценкой, которую получила игра во время обзора. Лукас Томас из IGN писал следующее: «Первая игра о Сонике представила крепкий, привлекательный, супербыстрый игровой процесс. Вторая улучшила эти качества и добавила ещё много чего. А третья часть, Sonic the Hedgehog 3, завершила серию, став лучшей из трёх игр».
Обозреватели были единогласны по поводу нововведений игры: по сравнению с предыдущими частями, в игровом процессе Sonic the Hedgehog 3 их оказалось мало. Однако эта проблема компенсируется прохождением уровней. Как отметили представители из Electronic Gaming Monthly и Sega Power, локации стали намного обширнее, появилось множество секретов, а линейность игры заметно поубавилась. В обзоре журнала Mean Machines похвалы удостоился уровень «Carnival Night», а удовольствие во время прохождения игры сравнивалось с катанием на американских горках. В качестве главного недостатка Sonic the Hedgehog 3 критики отметили, что уровни проходятся относительно быстро, но ситуацию исправляет наличие мультиплеера и сбора Изумрудов Хаоса, позволяя возвращаться к игре снова и снова. По мнению Дэна Уайтхеда из Eurogamer, игру можно быстро пробежать, и в то же время можно надолго закопаться в ней в поисках всех колец. А в Sega Magazine в качестве плюса назвали возможность играть за Наклза в режиме состязаний для двух игроков.
Особой похвалы удостоилось визуальное оформление игры. Эндрю Хамфрис из журнала Hyper описал Sonic the Hedgehog 3 как одну из самых красивейших игр на Sega Mega Drive. В Sega Magazine графику назвали «блестящей», и в этом смысле превосходящей все предыдущие игры с Соником, а Фрэнк Прово из GameSpot похвалил «проработанные до мелочей» задние планы игровых уровней. Положительно было оценено решение разработчиков использовать небольшие бессловесные видеоролики, поскольку они помогают лучше понять историю Sonic the Hedgehog 3 и позволяют бесшовно соединять между собой локации игры. Также положительные оценки получили звуковые эффекты и музыкальное сопровождение. В обзоре от Sega Magazine журналист назвал мелодии, как и графику, «блестящими» — отметив, что по качеству они превосходят саундтрек Sonic the Hedgehog 2. Подводя итоги, представитель журнала Mean Machines заявил, что мелодия на каждом уровне великолепна, а звуковые эффекты — блестящи, приведя в качестве примера финальную музыкальную тему. В то же время, Эндрю Хамфрис (Hyper) и Лукас Томас (IGN) оставили в своих обзорах сдержанные отзывы о проделанной композиторами работе. Они отметили, что хотя музыка Sonic the Hedgehog 3 действительно хороша, она не дотягивает до уровня своих предшественников, и даже в какой-то степени старается подражать им.
Последующие переиздания Sonic the Hedgehog 3 также получили положительные отзывы от сайтов и журналов, но оценки были несколько ниже, чем у оригинала. Средняя оценка версии игры для Xbox 360 составляет 78 % и 79 баллов на GameRankings и Metacritic соответственно. Лукас Томас (IGN) был разочарован в выходе Sonic the Hedgehog 3 отдельно от своего сиквела Sonic & Knuckles, который на Mega Drive/Genesis подсоединялся к картриджам при помощи функции «Lock-On». Коллега Томаса, Эрик Брудвиг, обозревал версию для Xbox 360 и раскритиковал разработчиков за выход порта низкого качества: сглаживание заставляет игру выглядеть в стиле фанк, обои для экрана — скучные, а начальную заставку и экран выбора персонажа поменяли на скучное меню. Впрочем, Брудвиг считает, что несмотря на свои недостатки, Sonic the Hedgehog 3 для Xbox 360 станет отличным способом освежить воспоминания для фанатов консолей от Sega.

### Влияние
В октябре 1994 года состоялся выход продолжения Sonic the Hedgehog 3 — Sonic & Knuckles. По сюжету, доктор Роботник запланировал восстановить свою базу «Яйцо Смерти» и занялся поиском Мастера Изумруда — могущественной реликвии, испокон веков охраняемой родом ехидны Наклза. Отличительной особенностью проекта является разделение сюжета на две части: одна часть проходится за Соника, другая — за Наклза. Картридж Sonic & Knuckles был выпущен с поддержкой технологии под названием «Lock-On», позволяющей соединять Sonic & Knuckles с другими картриджами, и в результате чего давать совмещённый вариант двух игр. При объединении с Sonic the Hedgehog 2 или Sonic the Hedgehog 3, игроку даётся возможность пройти уровни за ехидну Наклза, а соединив с Sonic the Hedgehog — открывается мини-игра Blue Sphere, генерирущая уровни «Special Stage» из третьей части и Sonic & Knuckles. После выхода игра получила высокие оценки от критиков и была продана в количестве 1,2 миллиона экземпляров.
Босс «Big Arm», встречающиеся в Sonic the Hedgehog 3, появился в игре Sonic Generations для Nintendo 3DS, выпущенной в честь 20-летия ежа Соника, а зона «Hydrocity» появилась в переработанном варианте в игре Sonic Mania, выпущенной в честь 25-летия серии.
Сюжет Sonic the Hedgehog 3 был адаптирован в 13-м выпуске комиксов Sonic the Hedgehog от Archie Comics, где персонаж Наклз также появляется впервые. Единственным отличием сюжета комиксов от игры является то, что доктор Роботник планирует использовать для захвата мира судно на воздушной подушке, а не станцию «Яйцо Смерти». Другая адаптация игры вместе с Sonic & Knuckles была опубликована в № 33—53 комиксов Sonic the Comic от Fleetway Editions.